# استفان هاس
استفان هاس (انگلیسی: Stefan Haas؛ زادهٔ ۲۹ ژوئن ۱۹۹۴) بازیکن فوتبال اهل آلمان است.